# Bratosh
Bratosh (albanska: Bratosh med böjningsformen Bratoshi) är en ort i Albanien.   Den ligger i prefekturen Qarku i Shkodrës, i den norra delen av landet, 120 km norr om huvudstaden Tirana. Bratosh ligger 661 meter över havet och antalet invånare är 530.
Terrängen runt Bratosh är kuperad västerut, men österut är den bergig.  
Trakten runt Bratosh består i huvudsak av gräsmarker.  Runt Bratosh är det ganska tätbefolkat, med 96 invånare per kvadratkilometer.